# Кундрючья
Кундрю́чья (укр. Кундрю́ча) — река в Ростовской области России и Луганской области Украины, правый приток реки Северский Донец.

## Описание

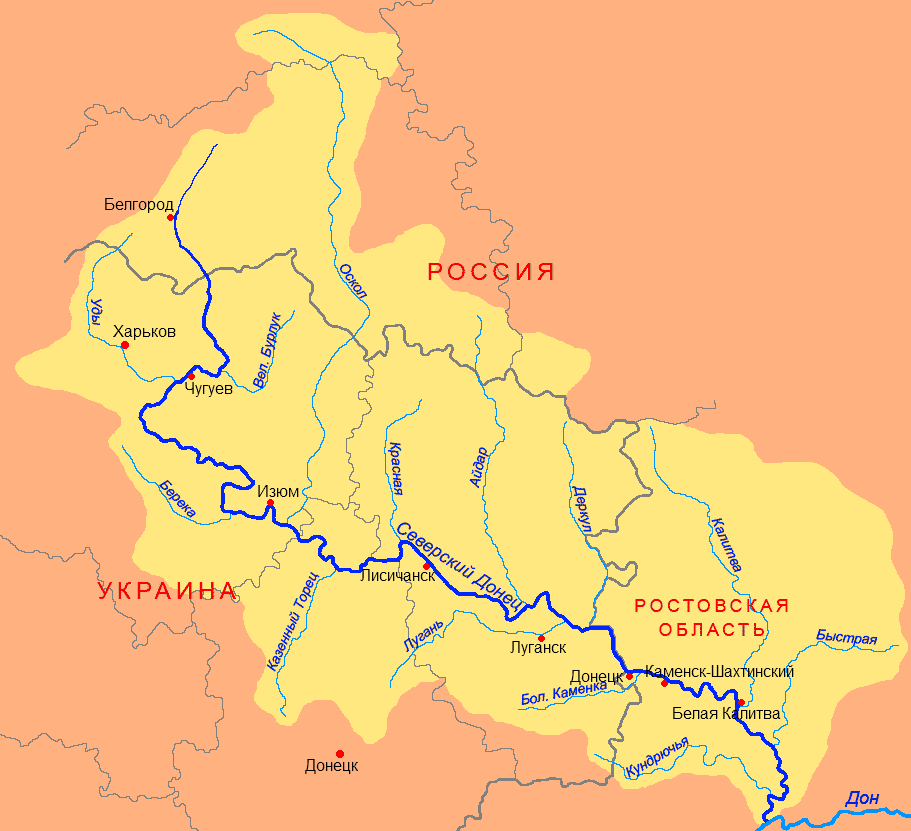
Бассейн Северского Донца

Протяжённость — 244 км, площадь бассейна — 2320 км². Берёт начало на Донецком кряже. Питание главным образом снеговое. Среднегодовой расход воды — в устье — 3,74 м³/с. Замерзает в конце ноября, вскрывается в середине марта. На Кундрючьей расположены города Новошахтинск (посёлок Соколово-Кундрюченский в черте города) и Красный Сулин. Не судоходна. На этой реке расположена одна из крупнейших электростанций в этом районе (ЭТЭС) с крупным водохранилищем и плотиной. Достаточно богата рыбными ресурсами: водится карп, сазан, толстолоб, окунь, щука, судак, сом. Много раков. На Соколовском водохранилище в Новошахтинске оборудован пляж.
Открытие Григорием Капустиным в конце 1721 года на реке Кундрючьей месторождения каменного угля дало начало работам по геологической разведке Донецкого каменноугольного бассейна.

### Притоки (км от устья)
- 14 км: река без названия, у ст-цы Верх. Кундрюченская
- 88 км: река без названия, у с. Садки
- 166 км: река Большая Гнилуша (балка Коренная)
- 167 км: река Гнилуша
- 216 км: река Бургутка
- 220 км: река Большая Бургуста